# Landschaftsschutzgebiet Siepenbach, Filscheid und benachbarte Nassflächen
Das Landschaftsschutzgebiet Siepenbach, Filscheid und benachbarte Nassflächen mit 9 ha Flächengröße liegt im Stadtgebiet Arnsberg. Bei der Neuaufstellung des Landschaftsplanes Arnsberg durch den Kreistag 2021 wurde das Landschaftsschutzgebiet (LSG) als LSG Typ C (Wiesentäler, Schutz bedeutsamen Extensivgrünlandes)  ausgewiesen. Von 1998 bis 2021 gehörten größere Flächen zum Landschaftsschutzgebiet Glösingen-Oeventrop und kleinere Flächen zum Landschaftsschutzgebiet Arnsberg.

## Beschreibung
Das Landschaftsschutzgebiet besteht aus sechs Teilflächen östlich von Hüsten. Das LSG wird von Grünland eingenommen. Die Siepenabschnitte nördlich von Glösingen verlaufen streckenweise durch direkt anliegende Bebauung. Der Filscheid im zentralen Bereich ist durch Fischteichnutzung geprägt. Auf der südöstlichsten Teilfläche im Gewann Wildshauser Feld an der L 735, einer schon in der Ruhraue liegenden Fläche, ist schützenswertes Nass- und Feuchtgrünland mit einbezogen; sie wurde lange als Baumschule genutzt. Als Entwicklungsmaßnahme sollen die entlang des Siepenbaches vorhandenen Fichten in extensives Grünland umgewandelt oder alternativ durch standortgerechtes, heimisches Laubholz ersetzt werden.

## Schutzzwecke für das LSG
Laut Landschaftsplan erfolgte die Ausweisung des LSG wie aller anderen von Typ C im Landschaftsplangebiet zur:
- „Ergänzung der NSG-Festsetzungen der Talauen zu einem Grünlandbiotop-Verbundsystem, das Tieren und Pflanzen Wanderungs- und Ausbreitungsmöglichkeiten schafft und damit der Erhaltung der Leistungsfähigkeit des Naturhaushalts dient. Zum Aspekt “Leistungsfähigkeit des Naturhaushalts” zählt auch, dass große Teile durch (Grund-)Wassernähe, oberflächliche Vernässung oder regelmäßige Überschwemmung selbst Rückzugsräume für Lebensgemeinschaften sind, die in der Ackerflur keine Existenzgrundlage haben. Gleichzeitig wirken die offenen Talauen aufgrund ihrer überwiegenden Lage im waldreichen Plangebiet gliedernd und belebend im Bild der Landschaft und tragen damit zur Sicherung ihrer Vielfalt, Eigenart und Schönheit bei.“
- „Ein weiterer Schutzzweck ist die Erhaltung der Nutzungsfähigkeit der Naturgüter durch den Schutz fruchtbarer Talböden vor Erosion und durch die Sicherung der Grundwasserneubildung auf Flächen, die eine überdurchschnittliche potenzielle Bedeutung für die Trinkwasser-Gewinnung besitzen. Da der Pflanzenschutz- und Düngemittelaufwand auf Grünland im Verhältnis zum Ackerland in der Regel geringer ist, stellt diese Nutzung einen Kompromiss zwischen der - hinsichtlich des Trinkwasserschutzes optimalen – Laubwaldnutzung und den sonstigen Erfordernissen der Talraumbehandlung (s. o.) dar.“
- „Weiterhin sollen (Extensiv-)Grünlandflächen erhalten werden, die hervorgehobene Bedeutung für den Biotop- und Artenschutz haben.“[1]

## Rechtliche Vorschriften
Im Landschaftsschutzgebiet ist unter anderem das Errichten von Bauten verboten. Wie in den anderen Landschaftsschutzgebieten vom Typ A in Arnsberg besteht im LSG ein Verbot der Erstaufforstung und Weihnachtsbaum-, Schmuckreisig- und Baumschul-Kulturen anzulegen. Anders als bei den LSGs vom Typ A und B ist es verboten, Grünland und Grünlandbrachen in Acker oder andere Nutzungen umzuwandeln.